# Comuna de Mietków
Mietków (polaco: Gmina Mietków) é uma gminy (comuna) na Polónia, na voivodia de Baixa Silésia e no condado de Wrocławski. A sede do condado é a cidade de Mietków.
De acordo com os censos de 2004, a comuna tem 3857 habitantes, com uma densidade 46,3 hab/km².

## Área
Estende-se por uma área de 83,3 km², incluindo:
- área agricola: 68%
- área florestal: 11%

## Demografia
Dados de 30 de Junho 2004:
|                      | Total   | Total | Mulheres | Mulheres | Homens  | Homens |
| -------------------- | ------- | ----- | -------- | -------- | ------- | ------ |
|                      | pessoas | %     | pessoas  | %        | pessoas | %      |
| População            | 3857    | 100   | 1949     | 50,5     | 1908    | 49,5   |
| Densidade (pop./km²) | 46,3    | 100   | 23,4     | 23,4     | 22,9    | 22,9   |

De acordo com dados de 2002, o rendimento médio per capita ascendia a 1588,64 zł.

## Subdivisões
- Borzygniew, Chwałów, Domanice, Dzikowa, Maniów, Maniów Mały, Maniów Wielki, Mietków, Milin, Piława, Proszkowice, Stróża, Ujów, Wawrzeńczyce.

## Comunas vizinhas
- Kąty Wrocławskie, Kostomłoty, Marcinowice, Sobótka, Żarów